# Distoleon
Genre
Distoleon est un genre de fourmilions de la famille des Myrmeleontidae, de la sous-famille des Myrmeleontinae, de la tribu des Nemoleontini.

## Liste des espèces
Selon BioLib (8 janvier 2021) :
- Distoleon annulatus (Klug, 1834)
- Distoleon bistrigatus (Rambur, 1842)
- Distoleon canariensis (Tjeder, 1939)
- Distoleon catta (Fabricius, 1775)
- Distoleon nefarius Navás, 1910
- Distoleon somnolentus (Gerstaecker, 1885)
- Distoleon tetragrammicus (Fabricius, 1798)